# Harcha

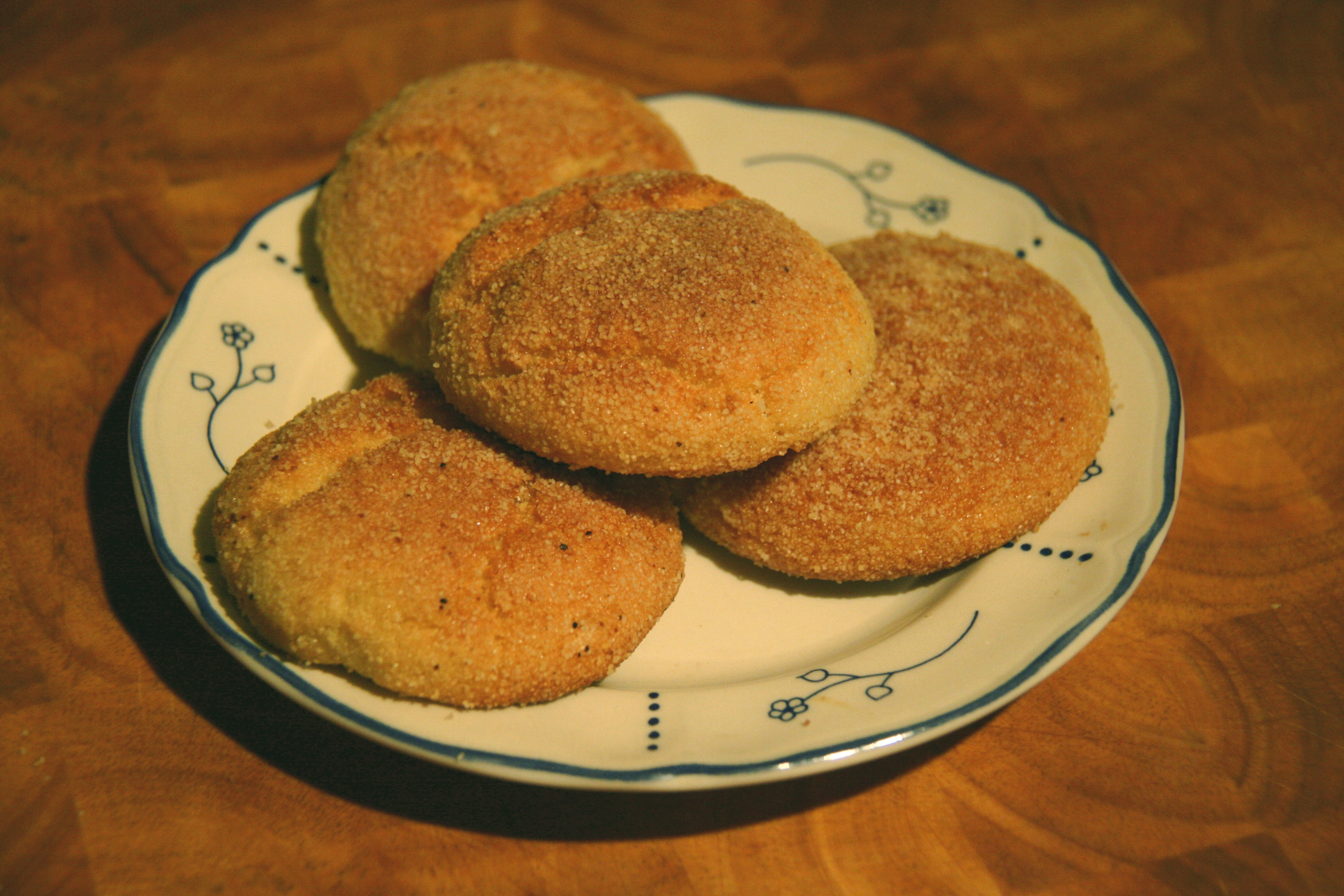
Harchas de Marruecos.

La harcha (en árabe: حرشة‎) es un panqueque de Marruecos hecho de sémola, mantequilla y leche o agua. Este panqueque se sirve principalmente con café o té de menta durante el desayuno o durante los bocadillos.
Este panqueque es uno de los panes consumidos durante el Ramadán. En otras regiones del Norte de África, la harcha se llama harchâya en el campo del interior de Argel, ragda, en Cabilia, timharchat, e incluso en otras regiones argelinas, mbesses.
Este pan fue traído a Argelia por panaderos migrantes de Marruecos.

## Anexos

### Artículo relacionado
- Gastronomía de Marruecos